# Camino Natural Vía Verde Guadix-Almendricos

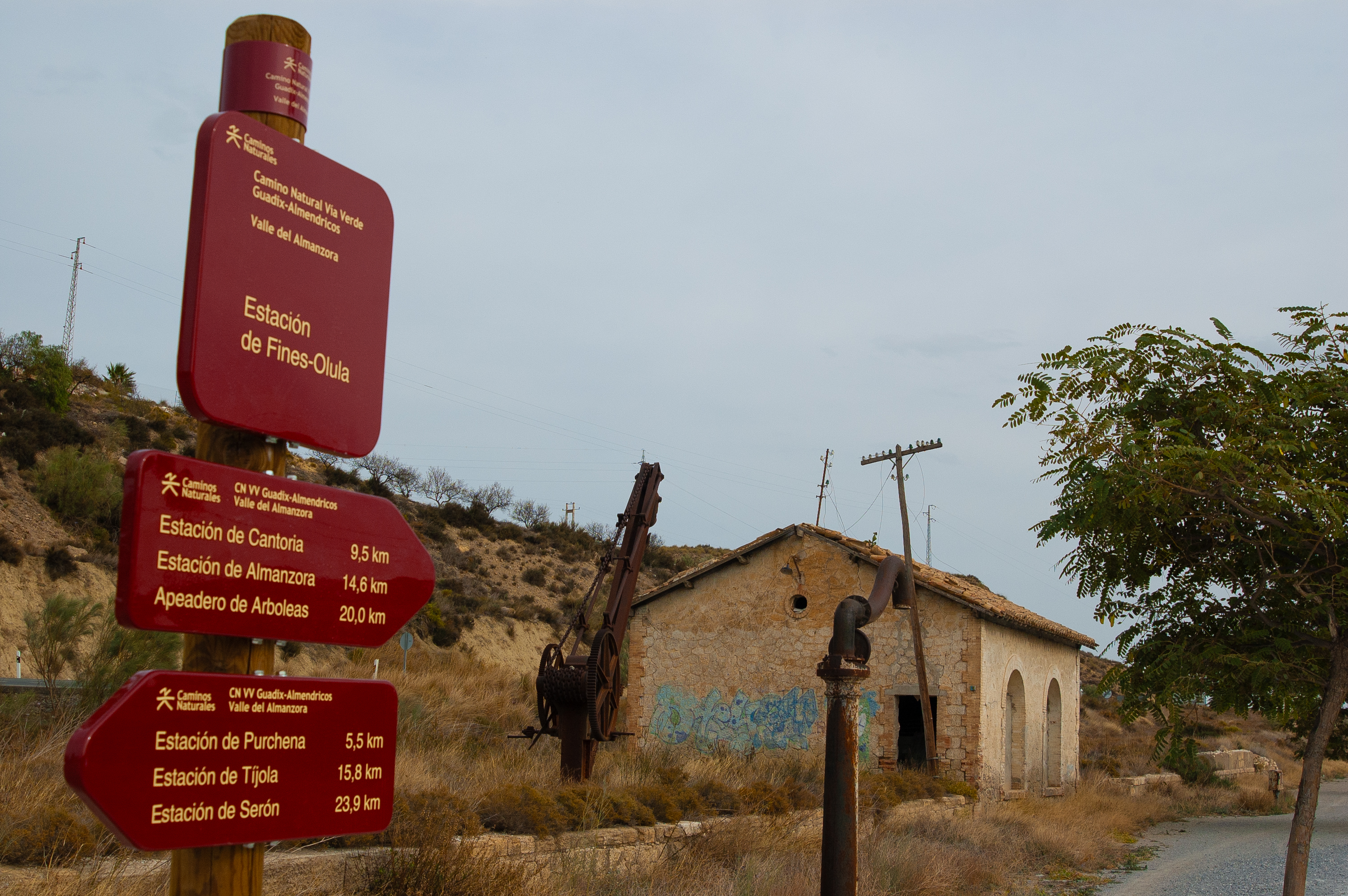
Cartel informativo de la estación Fines-Olula en el Camino Natural Vía Verde Guadix-Almendricos

El Camino Vía Verde Guadix-Almendricos es una vía verde perteneciente a la Red de Caminos Naturales de España, un proyecto desarrollado por el Ministerio de Agricultura, Pesca y Alimentación, que se encarga de la recuperación de antiguas infraestructuras relacionadas con el transporte y la comunicación, que actualmente se encuentran en desuso o en estado de abandono, para su uso senderista y ciclista.
Este Camino Natural surge con el reacondicionamiento del trazado de la antigua línea de ferrocarril del Almanzora, la cual unía la ciudad de Granada con Águilas (Murcia).

## Localización
Este itinerario atraviesa la provincia de Almería, más concretamente el Valle del Almanzora y cuenta con aproximadamente 57 km rehabilitados de recorrido, divididos en dos tramos, de los más de 318 km que conformaron la antigua línea de ferrocarril.

## Historia
El ferrocarril Murcia-Granada, también conocido como la línea de ferrocarril del Almanzora, fue una línea ferroviaria de ancho ibérico que unió las provincias de Murcia y Granada, entre los siglos XIX y XX. 
Actualmente continúa la actividad de la línea entre Granada-Guadix y Almendricos-Águilas. Mientras que el tramo intermedio, entre las localidades de Guadix y Almendricos, ha sido reconvertido en vía verde.

### Orígenes

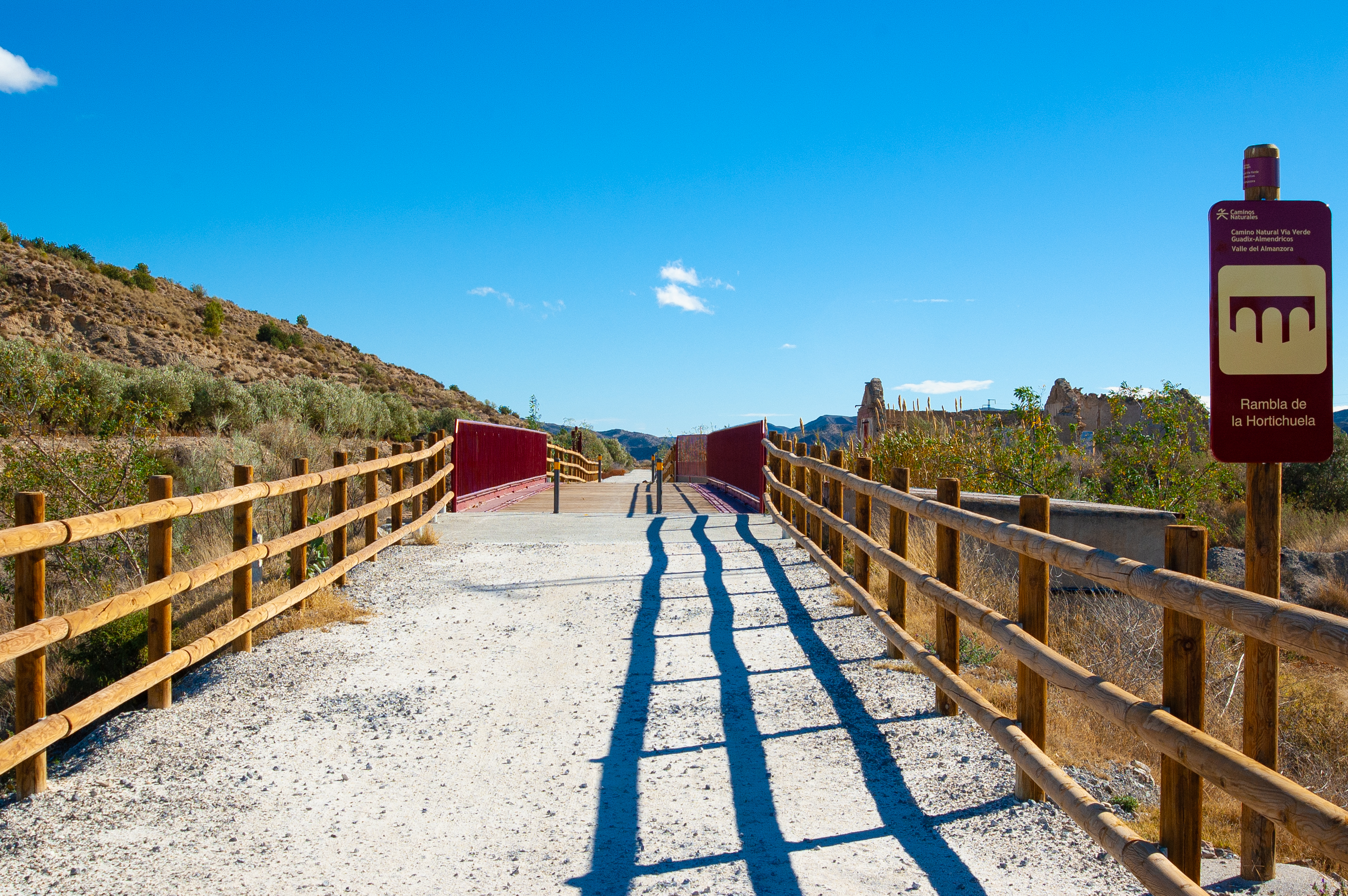
Rambla de la Hortichuela en Camino Natural Guadix-Almendricos

La historia de este ferrocarril se encuentra estrechamente ligada a la extensa actividad minera que experimentó la zona de la Sierra de Los Filabres, la Sierra de Baza y las inmediaciones del río Almanzora, durante los siglos XIX y XX. 
Con el creciente desarrollo económico de la comarca, se hizo palpable la necesidad de un ferrocarril que ayudase a trasladar de manera más eficiente la inmensa cantidad de mineral extraído, especialmente hierro, así como otros materiales como esparto y mármol, este último proveniente de las canteras de Macael.
El trazado final contó con un total de 318 km, consolidándose como el enlace entre Andalucía Oriental y el Levante español. 
La construcción de la línea se dividió en tres tramos, de prácticamente la misma longitud, los cuales fueron finalizados progresivamente entre los años 1885 y 1907. 

### Construcción
El proyecto inicial se planteó como un único ferrocarril de carácter trasversal, pero durante la construcción de la línea acabaron interviniendo varias compañías, las cuales se encargaron de explotar posteriormente una parte del trazado, de manera individual.

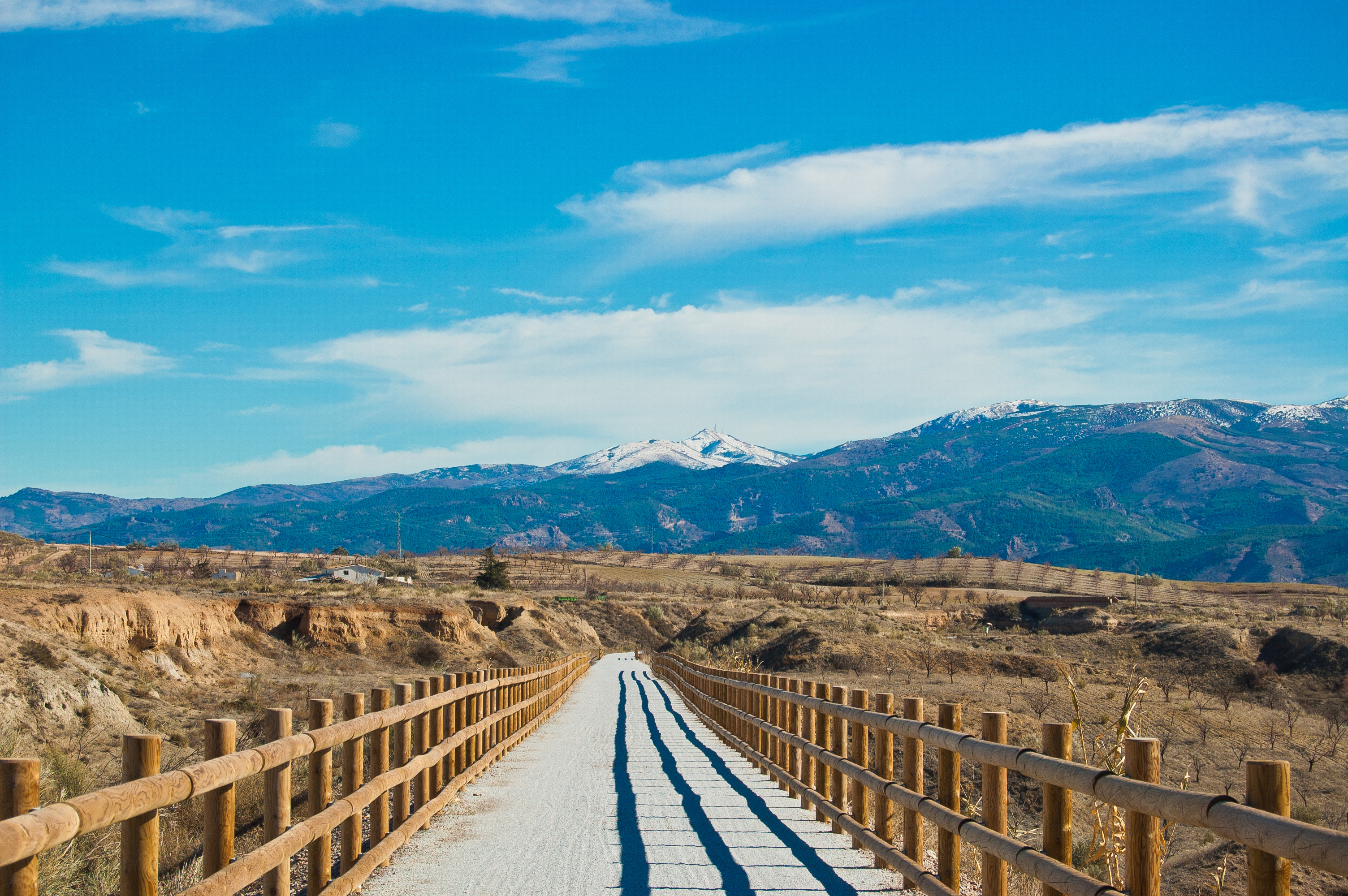
Vistas a la sierra desde el Camino Natural

Por un lado, en 1887, la compañía The Great Southern of Spain Railway Company Limited, de capital británico, inició la construcción del tramo comprendido entre Lorca y Baza, así como un ramal que conectaba Almendricos con el puerto de Águilas. Las secciones Lorca-Almendricos y Almendricos-Águilas se inauguraron en 1890, y posteriormente se añadiría un tramo entre Baza y Almendricos, puesto en servicio entre los años 1892 y 1894.
El tramo Baza-Guadix, que conectaría con el trazado ya existente, corrió a cargo de la compañía, también británica, The Granada Railway Company. Ésta fue creada en 1894, pero no comenzaría los trabajos de construcción hasta inicios del XX, siendo inaugurado el tramo Guadix-Gor en 1906 y el tramo Gor-Baza un año después.
Por su parte, los tramos Guadix-Moreda y Moreda-Granada fueron construidos por la Compañía de los Caminos de Hierro del Sur de España, los cuales entrarían en servicio en 1904.

### Nacionalización y clausura
Durante la primera parte del siglo XX la línea Murcia-Granada estuvo dividida en varios trazados, cada uno bajo la propiedad de una compañía diferente. Y no fue hasta la creación de la Red Nacional de los Ferrocarriles Españoles (RENFE), en 1941, que la gestión de todos ellos se unificó bajo la empresa pública.
Posteriormente, a partir de la década de 1970, muchas de las explotaciones mineras del Valle de Almanzora empezaron a ser clausuradas por su bajo rendimiento, lo que significó a su vez una disminución en la demanda de los servicios de la línea. Esto supuso el inicio del declive del ferrocarril, cuyo tramo entre las estaciones de Guadix y Almendricos acabaría siendo clausurado en enero de 1985, por su explotación deficitaria. Aunque el resto de la línea continúa en servicio en la actualidad.

## Descripción por tramos

### Tramos habilitados

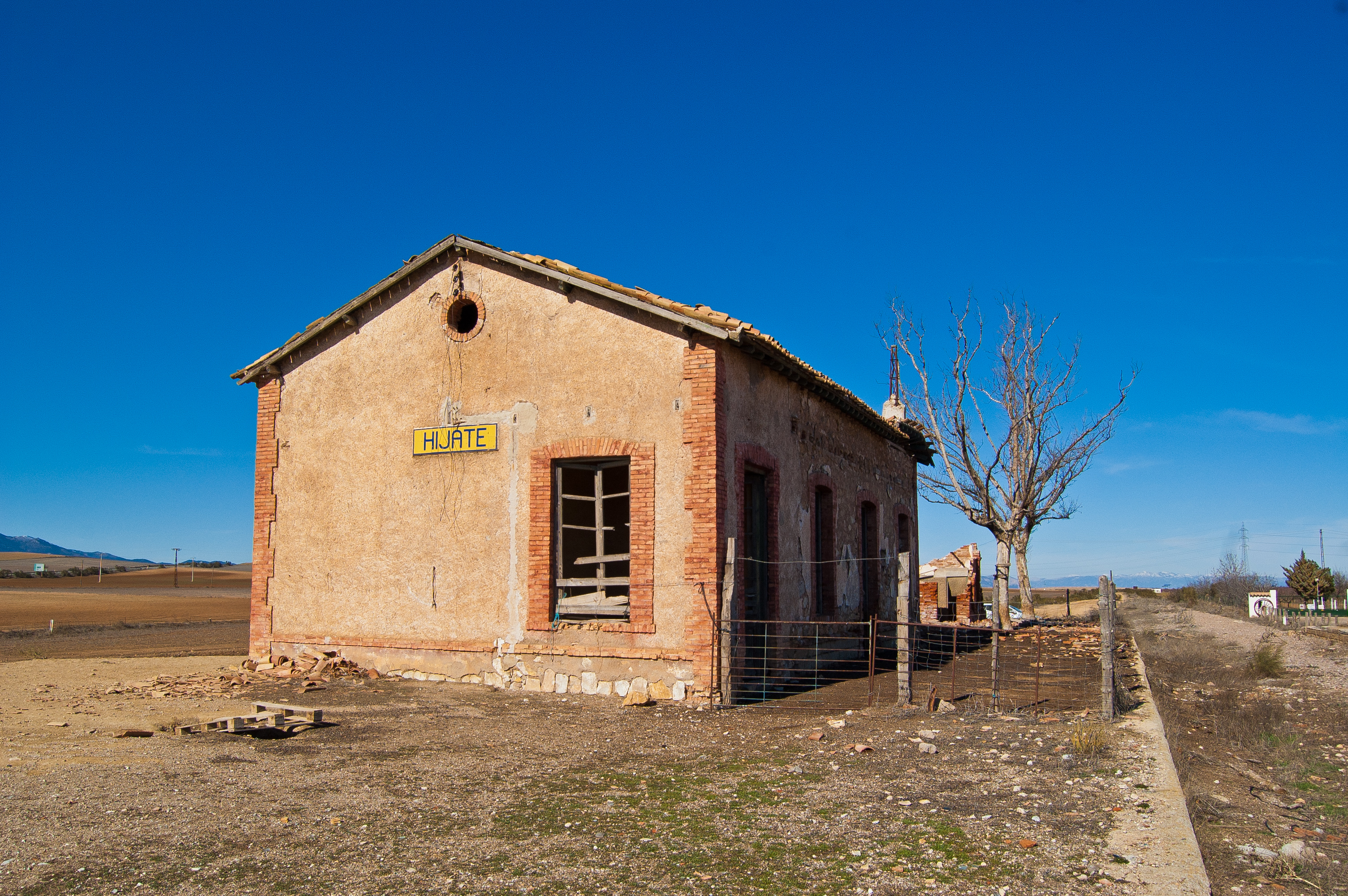
Estación de Hijate en el Camino Natural

Los tramos habilitados hasta le momento son los siguientes:
- Tramo entre El Hijate y la Estación Fines-Olula

Este tramo, de 35,74 km, inicia en la antigua estación de Hijate y finaliza en las inmediaciones de la antigua estación de Fines-Olula. A lo largo del recorrido destacan el valle del río Almanzora y la presencia de las sierras de Baza y de los Filabres, que custodian el paisaje.
- Tramo entre la Estación Fines-Olula y Arboleas

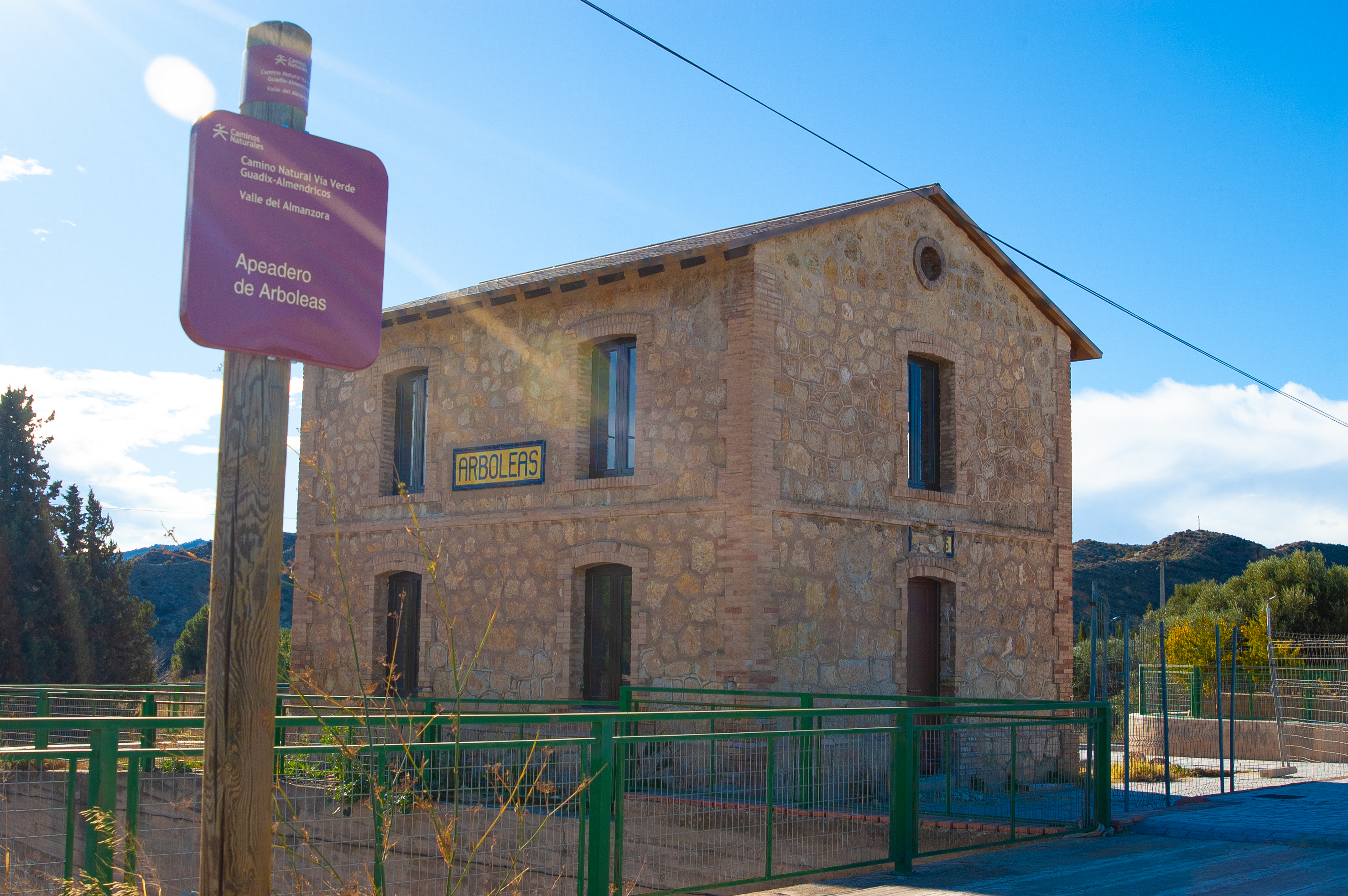
Apeadero de Arboleas en el Camino Natural Vía Verde de Guadix-Almendricos.

Este tramo, de 21,21 km, inicia en la antigua estación de Fines-Olula y finaliza en la localidad de Arboleas.
A lo largo del recorrido destacan las numerosas ramblas, afluentes del río Almanzora, que moldean el paisaje, la cuales se entremezclan con cultivos arbóreos, especialmente de cítricos. Este itinerario, también permite conocer la tradición del trabajo del mármol, uno de los principales motores económicos del municipio de Fines.